# Definición Pre-Sudamericana 2010 (Chile)
La definición Pre-Sudamericana 2010 fue una competición de fútbol de Chile jugada en ese año que consistía de dos partidos clasificatorios para la Copa Sudamericana 2010.
Su organización estuvo a cargo de la Asociación Nacional de Fútbol Profesional (ANFP) y en ella tuvieron derecho a participar el equipo que obtuvo el segundo lugar en la primera rueda del campeonato nacional y el equipo subcampeón de la Copa Chile 2009; es decir, Universidad de Chile y Universidad de Concepción, respectivamente.
Disputada en dos partidos, de ida y de vuelta, la definición la ganó Universidad de Chile por un marcador global de 6-1, clasificando así a la edición 2010 de la Copa Sudamericana, en calidad de «Chile 3».

## Equipos participantes
| Equipo               | Calidad                                                  |
| -------------------- | -------------------------------------------------------- |
| Universidad de Chile | 2º lugar de la primera rueda del Torneo del Bicentenario |
| Municipal Iquique    | Subcampeón de la Copa Chile 2009                         |

## Detalles

### Partido de ida
El partido de ida, disputado el 12 de agosto de 2010 en el Estadio Tierra de Campeones de Iquique, lo ganó Universidad de Chile por 2-0.
El cotejo fue transmitido en directo por Televisión Nacional de Chile.
| Guardameta     | Cristián Limenza  |  |
| Defensa        | Frank Carilao 77' |  |
| Defensa        | Luis Fuentes      |  |
| Defensa        | Rodrigo Brito     |  |
| Defensa        | Rodrigo Pérez     |  |
| Centrocampista | Rubén Taucare 72' |  |
| Centrocampista | Néstor Contreras  |  |
| Centrocampista | Cristian Ríos 68' |  |
| Centrocampista | Rodrigo Núñez     |  |
| Delantero      | Fernando Martel   |  |
| Delantero      | Víctor González   |  |
| D. T.          | José Cantillana   |  |

| Guardameta     | Miguel Pinto             |  |
| Defensa        | Juan González            |  |
| Defensa        | Juan Abarca              |  |
| Defensa        | José Rojas               |  |
| Defensa        | Matías Rodríguez         |  |
| Centrocampista | Felipe Seymour           |  |
| Centrocampista | Manuel Iturra            |  |
| Centrocampista | José Contreras           |  |
| Centrocampista | Luis Felipe Gallegos 77' |  |
| Delantero      | Gabriel Vargas 69'       |  |
| Delantero      | Diego Rivarola 64'       |  |
| D. T.          | Gerardo Pelusso          |  |

| Delantero      | Álvaro Ramos       | 77' |
| Centrocampista | Sebastián Marchant | 72' |
| Centrocampista | Leonardo Mas       | 68' |

| Centrocampista | Ángel Rojas  | 77' |
| Delantero      | Edson Puch   | 69' |
| Delantero      | Carlos Bueno | 64' |

|  | 8'  | Gabriel Vargas |
|  | 81' | Ángel Rojas    |

| 14' | Néstor Contreras |
| 24' | Rodrigo Pérez    |
| 25' | Rubén Taucare    |

| 35' | Miguel Pinto   |
| 39' | Felipe Seymour |
| 87' | Edson Puch     |

| Otorgado · Otorgado otra vez · Expulsado | 80' | Rodrigo Pérez |

| Árbitro | Julio Bascuñán |

| Guardameta     | Cristián Limenza  |  |
| Defensa        | Frank Carilao 77' |  |
| Defensa        | Luis Fuentes      |  |
| Defensa        | Rodrigo Brito     |  |
| Defensa        | Rodrigo Pérez     |  |
| Centrocampista | Rubén Taucare 72' |  |
| Centrocampista | Néstor Contreras  |  |
| Centrocampista | Cristian Ríos 68' |  |
| Centrocampista | Rodrigo Núñez     |  |
| Delantero      | Fernando Martel   |  |
| Delantero      | Víctor González   |  |
| D. T.          | José Cantillana   |  |

| Guardameta     | Miguel Pinto             |  |
| Defensa        | Juan González            |  |
| Defensa        | Juan Abarca              |  |
| Defensa        | José Rojas               |  |
| Defensa        | Matías Rodríguez         |  |
| Centrocampista | Felipe Seymour           |  |
| Centrocampista | Manuel Iturra            |  |
| Centrocampista | José Contreras           |  |
| Centrocampista | Luis Felipe Gallegos 77' |  |
| Delantero      | Gabriel Vargas 69'       |  |
| Delantero      | Diego Rivarola 64'       |  |
| D. T.          | Gerardo Pelusso          |  |

| Delantero      | Álvaro Ramos       | 77' |
| Centrocampista | Sebastián Marchant | 72' |
| Centrocampista | Leonardo Mas       | 68' |

| Centrocampista | Ángel Rojas  | 77' |
| Delantero      | Edson Puch   | 69' |
| Delantero      | Carlos Bueno | 64' |

|  | 8'  | Gabriel Vargas |
|  | 81' | Ángel Rojas    |

| 14' | Néstor Contreras |
| 24' | Rodrigo Pérez    |
| 25' | Rubén Taucare    |

| 35' | Miguel Pinto   |
| 39' | Felipe Seymour |
| 87' | Edson Puch     |

| Otorgado · Otorgado otra vez · Expulsado | 80' | Rodrigo Pérez |

| Árbitro | Julio Bascuñán |

### Partido de vuelta
El partido de vuelta, disputado el 18 de agosto de 2010 en el Estadio Francisco Sánchez Rumoroso de Coquimbo, lo ganó Universidad de Chile por 4-1, clasificando así a la Copa Sudamericana 2010 como «Chile 3».
El cotejo fue transmitido en directo por Televisión Nacional de Chile.
| Guardameta     | Miguel Pinto             |  |
| Defensa        | Matías Rodríguez         |  |
| Defensa        | Mauricio Victorino       |  |
| Defensa        | Juan Abarca              |  |
| Defensa        | Eugenio Mena             |  |
| Centrocampista | Felipe Seymour           |  |
| Centrocampista | Nelson Pinto             |  |
| Centrocampista | José Contreras           |  |
| Delantero      | Luis Felipe Gallegos 46' |  |
| Delantero      | Edson Puch 76'           |  |
| Delantero      | Carlos Bueno 67'         |  |
| D. T.          | Gerardo Pelusso          |  |

| Guardameta     | Cristián Limenza    |  |
| Defensa        | Miguel Ayala        |  |
| Defensa        | Luis Fuentes        |  |
| Defensa        | Rodrigo Brito       |  |
| Defensa        | Frank Carilao       |  |
| Centrocampista | Rubén Taucare       |  |
| Centrocampista | Néstor Contreras    |  |
| Centrocampista | Cristian Ríos 54'   |  |
| Centrocampista | Rodrigo Núñez       |  |
| Delantero      | Fernando Martel 65' |  |
| Delantero      | Otelo Ocampos       |  |
| D. T.          | José Cantillana     |  |

| Delantero      | Gabriel Vargas    | 46' |
| Centrocampista | Emanuel Centurión | 76' |
| Delantero      | Diego Rivarola    | 67' |

| Centrocampista | Misael Dávila      | 54' |
| Centrocampista | Jonathan Rebolledo | 65' |

|       | 24' | Edson Puch       |
|       | 70' | Matías Rodríguez |
| Penal | 73' | Gabriel Vargas   |
|       | 85' | Matías Rodríguez |

|  | 44' | Néstor Contreras |

| 17' | Edson Puch |

| 87' | Fernando Martel |

| Árbitro | Claudio Puga |

| Guardameta     | Miguel Pinto             |  |
| Defensa        | Matías Rodríguez         |  |
| Defensa        | Mauricio Victorino       |  |
| Defensa        | Juan Abarca              |  |
| Defensa        | Eugenio Mena             |  |
| Centrocampista | Felipe Seymour           |  |
| Centrocampista | Nelson Pinto             |  |
| Centrocampista | José Contreras           |  |
| Delantero      | Luis Felipe Gallegos 46' |  |
| Delantero      | Edson Puch 76'           |  |
| Delantero      | Carlos Bueno 67'         |  |
| D. T.          | Gerardo Pelusso          |  |

| Guardameta     | Cristián Limenza    |  |
| Defensa        | Miguel Ayala        |  |
| Defensa        | Luis Fuentes        |  |
| Defensa        | Rodrigo Brito       |  |
| Defensa        | Frank Carilao       |  |
| Centrocampista | Rubén Taucare       |  |
| Centrocampista | Néstor Contreras    |  |
| Centrocampista | Cristian Ríos 54'   |  |
| Centrocampista | Rodrigo Núñez       |  |
| Delantero      | Fernando Martel 65' |  |
| Delantero      | Otelo Ocampos       |  |
| D. T.          | José Cantillana     |  |

| Delantero      | Gabriel Vargas    | 46' |
| Centrocampista | Emanuel Centurión | 76' |
| Delantero      | Diego Rivarola    | 67' |

| Centrocampista | Misael Dávila      | 54' |
| Centrocampista | Jonathan Rebolledo | 65' |

|       | 24' | Edson Puch       |
|       | 70' | Matías Rodríguez |
| Penal | 73' | Gabriel Vargas   |
|       | 85' | Matías Rodríguez |

|  | 44' | Néstor Contreras |

| 17' | Edson Puch |

| 87' | Fernando Martel |

| Árbitro | Claudio Puga |

## Ganador
| Universidad de Chile                                                        |
| Universidad de Chile Clasificado a la Copa Sudamericana 2010 como «Chile 3» |